# 犬あそび
『犬あそび』（いぬあそび）は、一條裕子の漫画。1999年9月から2000年7月まで小学館の青年誌「週刊ビッグコミックスピリッツ」にて連載された。2000年7月に単行本（小学館）が刊行されている。

## あらすじ
主人公ヒサツグは文筆家。大家さんのところには娘のねねさん、孫娘のののちゃん、飼い犬のとぽぽんがいる。
ヒサツグは犬が飼いたくてしかたがない。犬嫌いの母の元を離れ、縁側付きの離れに間借りして、条件は整っているにも拘らず、大のネコ好きの担当編集者小出君や、自らの妄想に妨害されて、なかなか飼うことができないでいる。
実際に犬を飼うことを延々と先送りしながら、形而上の思索を奔放に展開させる本作のスタイルは、一條裕子が持つ技量の真骨頂といえる。